# 9373 Hamra
9373 Hamra (1993 FY43) là một tiểu hành tinh vành đai chính.